# Live at the Marquee (álbum de Gary Moore)
Live at the Marquee —en ciertos mercados llamado simplemente Live— es el segundo álbum en vivo del guitarrista norirlandés de blues rock y hard rock Gary Moore, publicado en 1983 por el sello Jet Records. Su grabación se realizó durante dos presentaciones en el Club Marquee en Londres en noviembre de 1980.
Para dicha presentación Gary convocó al vocalista de Lone Star Kenny Driscoll, a Andy Pyle de The Kinks en el bajo, al baterista Tommy Aldridge y al teclista Don Airey. El listado de canciones está enfocado principalmente al álbum debut Back on the Streets y al álbum G-Force del proyecto homónimo, como también posee el tema escrito por Gary «Nuclear Attack» que en ese entonces fue incluido en el disco homónimo de 1981 del músico inglés Greg Lake.

## Lista de canciones
Todas las canciones escritas por Gary Moore, a menos que se indique lo contrario.

| N.º | Título                               | Escritor(es)                                  | Duración |  |
| 1.  | «Back on the Streets»                |                                               | 5:29     |  |
| 2.  | «Run to Your Mama»                   |                                               | 5:19     |  |
| 3.  | «Dancin'»                            | Moore, Mark Nausseff, Tony Newton, Willie Dee | 5:38     |  |
| 4.  | «She's Got You»                      | Moore, Nausseff                               | 7:12     |  |
| 5.  | «Parisienne Walkways» (instrumental) | Moore, Phil Lynott                            | 7:45     |  |
| 6.  | «You»                                |                                               | 4:28     |  |
| 7.  | «Nuclear Attack»                     |                                               | 5:09     |  |
| 8.  | «Dallas Warhead» (instrumental)      |                                               | 9:58     |  |

## Músicos
- Kenny Griscoll: voz
- Gary Moore: guitarra eléctrica
- Andy Pyle: bajo
- Don Airey: teclados
- Tommy Aldridge: batería